# Station Haudegen
Haudegen var kodenavnet på en tysk militæroperation udført af den tyske Kriegsmarine i 1944 til Svalbard i Norge. Vejrstationen Wettertrupp „Haudegen var den sidste enhed af Wehrmacht, der blev evakueret fra sin position i Norge under 2. verdenskrig den 4. september 1945.
Efter krigserklæringen i 1939 kunne den tyske militære overkommando ikke længere opnå de nødvendige observationer gennem det internationale meteorologiske netværk, som blev kontrolleret og krypteret af De allierede. For at kæmpe effektivt blev tyskerne tvunget til at etablere deres egen vejrstation i Arktis. Vejrmeldinger var så afgørende for tysk militærstrategi, at løjtnant Dege fik til opgave at lede Operation Haudegen, som etablerede en base på den afsidesliggende norske ø Nordaustlandet. Som med de fleste andre vejrhold blev kodenavnet "Haudegen" afledt af navnet på lederen Wilhelm Dege. Station Haudegen var en af flere Wehrmacht-vejrstationer i Arktis, der blev brugt af Kriegsmarine og Luftwaffe til at indhente vejrdata i polarområderne i Svalbard, Nordøstgrønland, Labrador og Franz Josef Land, enten i rækkefølge eller side om side. De respektive vejrhold blev indsat hver for sig som flådevejrtropper eller luftvåbensvejrtropper på landstationer eller på skibe og arbejdede hver for deres gren af de væbnede styrker.
Station Haudegens styrke på 11 soldater fik som opgave at indsamle vejrdata, der var operativt vigtige for Kriegsmarine i Norge ved at betjene en vejrstation i krigstid.
I september 1944 blev søvejrgruppen og dens udstyr indskibet i Narvik ombord på den norske trawler Karl J. Busch til landing ved Rijpfjorden på Svalbards nordøstlige ø Nordaustlandet. Udstyret omfattede hele vejrstationen lavet af præfabrikerede elementer samt 7 tons kul til at fyre opvarmningsovnene. Fødevarerationen inklusive alkohol blev sat til 1,4 kg pr. mand pr. dag eller 6000 kcal/mand-dag i et år.
Ammunition med delvist kappede hulspidsprojektiler og delvist kappede kugler blev medbragt til jagt. For ikke at blive mistænkt for at overtræde international krigsret med denne "dum-dum" ammunition, hvis gruppen blev fanget, markerede deltagerne i vejrgruppen den med inskriptionen "kun for bjørne". Store mængder dynamit blev transporteret til sprængning og fremstilling af provisoriske landminer.
Vejrstationen ved Rijpfjorden fungerede indtil september 1945 - efter overgivelsen var den åben som vejrstation. Først i september 1945 hentede den norske flåde den.
Ifølge en samtidig vidnerapport offentliggjort i 2004 af den tidligere tyske radiokorporal Heinz Schneider fra Dresden, "glemte" Wehrmacht simpelthen de elleve tyske soldater på øen Nordaustlandet. Især vejrforholdene tærede på kræfterne. Soldaterne måtte udholde temperaturer på-40 °C. Der er også polarnat fra slutningen af oktober til begyndelsen af februar. Isbjørne, der trængte ind i lejren, udgjorde også en fare. Da det var en krigsvejrstation, skulle vejrgruppen altid regne med fjendens styrker.

## Vejrgruppens opgaver
Observationer blev foretaget otte gange dagligt (hver tredje time) uden afbrydelse fra 15. september 1944 til 5. september 1945. Den (krypterede) radiotransmission til Kriegsmarines radiostation i Tromsø fandt sted tre gange dagligt på forudbestemte tidspunkter (såkaldte "programtider"). Derfra blev data videresendt med teleprinter til Oberkommando der Kriegsmarine i Berlin. Efter den tyske overgivelse (8. maj 1945) transmitterede "Haudegen" dataene åbent.
I alt gennemførte "Haudegen" 140 vellykkede radiosonde-opstigninger, seks til "International Aerological Days" i november 1944, daglige opstigninger fra 1. december 1944 til 2. februar 1945, 22 opstigninger indtil overgivelsen den 8. maj 1945 og 12. opstigninger efter overgivelsen. Måleresultaterne blev transmitteret i krypteret form til Kriegsmarines radiostation i Tromsø hver aften kl. 18.00. I gennemsnit nåede alle opstigninger en evaluerbar højde på 11.500 meter.

## Operationens slutning
Den 4. september 1945 blev soldaterne evakueret af det norske sælfangerskib Blaasel. Ifølge senere udtalelser fra de involverede behandlede redderen og de reddede hinanden med respekt. Efter at noget udstyr var blevet udvekslet, underskrev ekspeditionsleder W. Dege en særskilt overgivelseserklæring til skibsføreren, som han kendte fra en rejse til Spitsbergen før krigen. Som en symbolsk handling placerede Dege sin tjenestepistol på vejrstationens bord. Forinden var de udlagte miner sprængt i luften, og dele af ammunitionsforsyningen, især maskingeværernes, blev affyret. "Haudegen" vejrgruppen var den sidste enhed af Wehrmacht, der i 2. verdenskrig blev afvæbnet af De allierede.
I 1985, under en ekspedition af det norske forsvarsministeriums museum, hvor Deges søn deltog, blev en metalkasse med faderens dagbøger begravet i nærheden af stationen og der blev et flugtdepot med våben og ammunition. Forskellige originaldokumenter fra gruppen er nu i Wilhelm Dege ejendom i det geografiske arkiv for Leibniz Institut for Regionale Studier i Leipzig.